# Susanne Ayoub
Susanne Ayoub (*1956 en Bagdad, Irak) es una escritora, poeta, dramaturga, periodista, cineasta y guionista de radio iraquí radicada en Austria.

## Premios
- Premio EXILIO de drama (2013)
- Premio de radio para la educación de adultos (2013)
- Premio Dr. Karl Renner de Periodismo (2014)